# Helen Megaw
Helen Dick Megaw (Dublín, 1 de juny de 1907 – Ballycastle, 26 de febrer de 2002) va ser una mineralogista irlandesa que va contribuir al desenvolupament de la cristal·lografia de raigs X, tècnica que va fer servir per a estudiar els cristalls de gel i determinar l'estructura de la perovskita. El seu llibre Ferroelectricity in Crystals, sobre el fenomen de la ferroelectricitat, va ser durant molt de temps la principal obra de referència sobre aquest tema.

## Educació i carrera
Helen Megaw va néixer a Dublín en el si d'una família influent. El seu pare, Robert Dick Megaw, advocat i polític, va ser jutge del Tribunal Suprem d'Irlanda del Nord. Megaw va assistir a l'escola a Dublín i a Brighton. Va estudiar a la Universitat de la Reina (Queen's University) de Belfast durant un any i el 1926 es va traslladar al Girton College (Cambridge) per a estudiar Ciències Naturals. Després de graduar-se el 1930, va iniciar estudis de doctorat a la Universitat de Cambridge. El seu supervisor, John Bernal, un dels primers investigadors a reconèixer el potencial de la cristal·lografia de raigs X per a l'estudi de compostos químics, va iniciar Megaw en aquest camp, on la investigadora va fer les seves contribucions científiques més notables, com l'estudi de diferents tipus de cristalls de gel, dut a terme durant el seu doctorat. Juntament amb Bernal, també va investigar els enllaços d'hidrogen en hidròxids metàl·lics, treball que va rebre molta atenció.
Megaw va obtenir el títol de doctora el 1934. Entre 1935 i 1937 va prosseguir el seu treball de recerca a Viena i Oxford. Des de 1937 fins a 1943 va treballar com a professora d'escola. El 1943 va aconseguir una ocupació a Philips Lamps Ltd, situada a Mitcham, on va investigar el titanat de bari (BaTiO3), un compost ferroelèctric de gran interès per a la indústria electrònica. Megaw va determinar l'estructura cristal·lina del material i va descobrir que era del mateix tipus que les perovskites, arribant a convertir-se en una de les principals expertes en aquests minerals. El 1945, va obtenir un lloc com a investigadora en el Laboratory Cristalográfico de Birkbeck College. Al cap d'un any va tornar a Cambridge com a professora del Girton College, i va continuar la seva carrera científica als Laboratoris Cavendish, investigant materials ferroelèctrics i els feldespats. A més de la seva labor com a investigadora i educadora, Megaw va ser participant activa de l'associació Third Foundation, responsable de la fundació el 1954 del tercer col·legi per a dones de Cambridge i va formar part de la direcció del col·legi fins a 1972.

## Obra
A més de diversos articles científics, Megaw va escriure Ferroelectricity in Crystals, publicat per l'editorial Methuen el 1957, una obra innovadora i la primera del seu tipus, i Crystal Structures: a Working Approach, publicada el 1973. Va donar diversos dels diagrames de les estructures de cristalls que estudiava al Consell de Disseny Industrial, que va emprar en el disseny de diversos objectes, entre els quals un joc de te exhibit en el Festival de Gran Bretanya de 1951.

## Premis i reconeixements
El Comitè Antarctic Place-names del Regne Unit (UK-APC) va anomenar en honor seu l'illa Megaw, una de les Illes Bennet de l'Antàrtida, en reconeixement del seu estudi dels cristalls de gel. També porta el seu nom la megawita (CaSnO3), un tipus de perovskita.
Megaw va ser la primera dona a rebre la Medalla Roebling de la Societat Mineralògica Americana. Va obtenir dos doctorats honoris causa de la Universitat de Cambridge i de la Universitat de la Reina de Belfast respectivament.